# اضطراب الشخصية الوسواسية
اضطراب الشخصية الوسواسية (بالإنجليزية: Obsessive-compulsive personality disorder) أو اختصارا (OCPD) هو اضطراب شخصية يتميز بنمط عام من القلق حول الانتظام، الكمالية، والاهتمام المفرط بالتفاصيل، التحكم العقلي والشخصي، وحاجة الشخص إلى السيطرة على بيئته، على حساب المرونة والانفتاح على التجارب والخبرة والكفاءة، كما قد يوصف المصاب بهذا الاضطراب بالإدمان القهري للعمل والبخل أيضا في معظم الاحيان.
قد يجد الشخص المصاب بهذا الاضطراب صعوبة في الاسترخاء، والشعور الدائم أن الوقت ينفد، وأن هناك حاجة إلى المزيد من الجهد لتحقيق أهدافه، ويمكن أن يخطط أنشطته تخطيطا وقتيا دقيقا، ويظهر ذلك في شكل ميل قهري للحفاظ على السيطرة على بيئته، ويكره الأشياء التي لا يمكنه التنبؤ بها كما يكره الأشياء التي لا يمكنه السيطرة عليها.
سبب اضطراب الشخصية الوسواسية (OCPD) غير معروف، وهذا الاضطراب هو اضطراب منفصل عن اضطراب الوسواس القهري(OCD)، والعلاقة بين الاضطرابين مثيرة للجدل، حيث أنه وجد في بعض (وليس كل) الدراسات ارتفاع معدلات الاعتلال المشترك بين الاضطرابين، وكلاهما يشارك أوجه تشابه خارجية مع الآخر، كالسلوكيات الجامدة التي تشبه الطقوس، على سبيل المثال، الترتيب والحاجة إلى التناسق والتنظيم، يمكن أن تتواجد في أي من الاضطرابين.
يحدث اضطراب الشخصية الوسواسية في حوالي 2-8٪ من عموم السكان و 8-9٪ من مرضى العيادات الخارجية للأمراض النفسية، وغالبا ما يحدث الاضطراب عند الرجال.
تختلف النظرة تجاه هذه السلوكيات بين الأشخاص المصابين بأي من الاضطرابين، فالنسبة للأشخاص الذين يعانون من الوسواس القهري، فإنهم يعتبرون هذه السلوكيات غير مرغوب فيها، وينظرون إليها على أنها غير صحية، كونها نتاج أفكار مقلقة وقهرية، في حين أن الأشخاص الذين يعانون من اضطراب الشخصية الوسواسية يعتبرونها منسجمة مع ذواتهم، أي أنهم ينظرون إليها علي أنه وسائل عقلانية ومرغوبة لتحقيق الأهداف المتفقة مع العقلانية أو مع الصورة الذاتية، على سبيل المثال، التمسك الشديد بالروتين، أو الميل طبيعيا نحو الحذر، أو الرغبة في تحقيق الكمال.

## العلامات والأعراض
أهم أعراض اضطراب الشخصية الوسواسية هي الانشغال بالتذكر والانتباه إلى التفاصيل والحقائق الدقيقة، اتباع القواعد واللوائح، والاعداد القهري للقوائم والجداول الزمنية، وصلابة المعتقدات أو انعدام مرونتها، أو إظهار الكمال الذي يتداخل أو يعوق الوظيفة الاجتماعية أو المهنية للفرد.

### الاستحواذ أو القهر
بعض الأشخاص المصابين باضطراب الشخصية الوسواسية يظهر حاجة قهرية للنظافة، وانشغال مفرط بالطهارة، الأمر الذي قد يجعل الحياة اليومية شيء صعب، علي الرغم من أن هذا النوع من السلوك القهري يمكن أن يساهم في الشعور بالسيطرة على القلق الشخصي، إلا أنه قد يتسبب في استمرار التوتر.
في حالة وجود اكتناز قهري، فيمكن أن تعوق كمية الفوضي الحاجة لتنظيف المنزل مثلا، وينوي المكتنز أن ينظمها في وقت لاحق.
يميل الأشخاص المصابون بهذا الاضطراب إلي استقطاب التصورات حول أفعال ومعتقدات النفس والآخرين،(أي «صواب» أو «خطأ»، مع انعدام أو شبه انعدام وجود منطقة وسط). الأمر الذي يخلق حالة من الصلابة والتي بدورها تضع ضغوطا على العلاقات الشخصية، ومع الإحباط يتحول الشخص المصاب في بعض الأحيان إلى الغضب أو حتى العنف. ويعرف هذا السلوك باسم إزالة التثبيط.
يميل المصابون باضطراب الشخصية الوسواسية إلى التشاؤم العام أو الاكتئاب. وهذا بدوره يمكن أن يصبح خطير جدا لدرجة الوصول لمخاطرة الانتحار. وتشير إحدى الدراسات أن اضطرابات الشخصية هي الركيزة للمرض النفسي، وأنها قد تسبب المزيد من المشاكل أكثر من نوبات الاكتئاب الكبري.

### الحالات المصاحبة
الوسواس القهري
كثيرا ما يحدث خلطٌ بين اضطراب الشخصية الوسواسية واضطراب الوسواس القهري (OCD). وعلى الرغم من تشابه الأسماء، إلا أنهما اضطرابين متمايزين عن بعضهما، حيث أن اضطراب الوسواس القهري هو اضطراب قلق واضطراب الشخصية الوسواسية هو اضطراب في الشخصية.
بعض الأفراد المصابون باضطراب الشخصية الوسواسية مصابون أيضا باضطراب الوسواس القهري، وأحيانا يوجد كلا من الاضطرابين في نفس العائلة ، وفي بعض الأحيان يصاحب ذلك اضطرابات الأكل.
الأشخاص المصابون باضطراب الشخصية الوسواسية لا يشعرون عموما بضرورة تكرار الإجراءات أو الشعائر علي عكس المصابين بالوسواس القهري، بل عادة ما يجد المصاب باضطراب الشخصية الوسواسية متعة في إتقان المهمة، في حين أن الشخص المصاب بالوسواس القهري غالبا ما يكون أكثر توتر وأسى بعد التكرار القهري لأفعاله.
يشيع ظهور بعض خصائص اضطراب الشخصية الوسواسية في اضطراب الوسواس القهرى، على سبيل المثال، الكمالية، الاكتناز، والانشغال بالتفاصيل (والتي هي ثلاث خصائص لاضطراب الشخصية الوسواسية) توجد أيضا في الأشخاص المصابين باضطراب الوسواس القهري، مما يدل على العلاقة الخاصة بين اضطراب الشخصية الوسواسية واضطراب الوسواس القهري، والعكس أيضا صحيح، حيث تُظهر بعض أعراض اضطراب الوسواس القهري تشابه قوي بتلك التي في اضطراب الشخصية الوسواسية، فين حين أن غسيل الأيدي المتكرر والذي يعد العرض المميز الأكثر شيوعا لاضطراب الوسواس القهري، لا يبدو أن لديه كثير صلة باضطراب الشخصية الوسواسية في المقابل.
هناك تشابه كبير في أعراض اضطراب الوسواس القهري واضطراب الشخصية الوسواسية، الأمر الذي يجعل التمييز بينهما عملية معقدة، على سبيل المثال، الكمالية تعد معيار لاضطراب الشخصية الوسواسية، وتعد من أعراض اضطراب الوسواس القهري إذا كانت تتضمن قهر وترتيب وتماثل وتنظيم. كذلك يعتبر الاكتناز سلوك قهري في اضطراب الوسواس القهري، ومعيارا لاضطراب الشخصية الوسواسية في الدليل التشخيصي (DSM-IV). على الرغم من أن اضطراب الوسواس القهري واضطراب الشخصية الوسواسية يبدوان اضطرابان منفصلان، إلا أن هناك تكرار واضح للأعراض فيما بينهما.
بغض النظر عن أوجه التشابه بين معايير اضطراب الشخصية الوسواسية، والتسلط والاستحواذ والقهر الموجود في اضطراب الوسواس القهري، فهناك اختلافات نوعية تفصل بين هذين الاضطرابين، معظمها في الجزء الوظيفي للأعراض، فعلى عكس اضطراب الشخصية الوسواسية، يوصف اضطراب الوسواس القهري كأفكار قهرية مرهقة، وهواجس وعادات تستغرق وقتا طويلا وتهدف إلى الحد من الإجهاد أو التوتر المرتبط بالتسلط أو القهر. كما تعتبر أعراض اضطراب الوسواس القهري غير منسجمة مع الأنالأنها غريبة ومنفرة للشخص، لذلك فإنه يوجد هناك قلق نفسي أكبر في حالة اضطراب الوسواس القهري.
في المقابل، فإن أعراض اضطراب الشخصية الوسواسية علي الرغم من كونها متكررة، إلا أنها لا ترتبط مع أفكار أو صور أو أصوات مثيرة للاشمئزاز، كما أن خصائص وسلوكيات اضطراب الشخصية الوسواسية تعتبر منسجمة مع الأنا، حيث يراها المصاب مناسبة وصحيحة. ومن ناحية أخرى، يمكن أن تتسبب بعض الأعراض كالكمالية وعدم المرونة في معاناة كبيرة للفرد المصاب باضطراب الشخصية الوسواسية نتيجة للحاجة المصاحبة للسيطرة.
وجدت دراسة أجريت في 2014 فرق ثاني بين اضطراب الشخصية الوسواسية واضطراب الوسواس القهري، حيث وُجد أن عينات المصابين باضطراب الشخصية الوسواسية بغض النظر عن وجود اضطراب الوسواس القهري تكون أكثر جمودا في السلوك، وتأخر في الإشباع أكثر من المصابين باضطراب الوسواس القهري أو الأشخاص الأصحاء.
يعتبر تأخر الإشباع مقياس لضبط النفس، أي أنه يعبر عن قدرة المرء على قمع الدافع لتحقيق الإشباع الحالي من أجل الحصول على مزيد من الإشباع في المستقبل.
الدراسات الحديثة باستخدام معايير الدليل التشخيصي (DSM-IV) وجدت استمرار ارتفاع معدلات اضطراب الشخصية الوسواسية في الأشخاص الذين يعانون من اضطراب الوسواس القهري، مع مدي يقترب من 23٪ إلى 32٪ من الأشخاص الذين يعانون من اضطراب الوسواس القهري، وتشير بعض البيانات أنه قد تكون هناك خصوصية في العلاقة بين اضطراب الوسواس القهري واضطراب الشخصية الوسواسية، ومعدلات اضطراب الشخصية الوسواسية أعلى باستمرار في الأشخاص الذين يعانون من اضطراب الوسواس القهري مقارنة بالأصحاء الخالين من هذا الاضطراب. (باستخدام معايير DSM-IV).
متلازمة أسبرجر
هناك أوجه تشابه كبيرة وتداخل بين متلازمة اسبرجر واضطراب الشخصية الوسواسية، مثل صنع القائمة، والتقيد غير المرن بالقواعد والقوانين، والجانب الهوسي من متلازمة اسبرجر، وعلى الرغم من أن متلازمة اسبرجر يمكن تمييزها عن اضطراب الشخصية الوسواسية خاصة فيما يتعلق بالسلوكيات العاطفية، والمهارات الاجتماعية السيئية، وصعوبات مع نظرية العقل والاهتمامات الفكرية المكثفة، على سبيل المثال القدرة على تذكر كل من جوانب اللعبة أو الفرس الصغير. وهناك دراسة أجريت عام 2009 شملت أشخاص راشدين مصابون بالتوحد، وأظهرت أن 40٪ ممن تم تشخيصهم بمتلازمة اسبرجر قد استوفت الشروط التشخيصية لتشخيص اضطراب الشخصية الوسواسية.
اضطرابات الأكل
عادة ما تصاحب الشخصيات الصلبة الجامدة اضطرابات الأكل، وخصوصا فقدان الشهية العصبي.

## الأسباب
سبب اضطراب الشخصية الوسواسية غير معروف. ولكن يعتقد أن تنطوي على مزيج من العوامل الوراثية والبيئية. باعتبار النظرية الوراثية، فإن الشخص الذي لديه من شكل من أشكال الجين (DRD3) ربما يتطور عنده اضطراب الشخصية الوسواسية والاكتئاب، ولا سيما إذا كان من الذكور. ولكن المتتاليات الوراثية قد تظل كامنة حتى تفعل بأحداث في حياة أولئك الذين لديهم استعداد جيني لاضطراب الشخصية الوسواسية، ويمكن أن تشمل هذه الأحداث الصدمة التي يواجهها خلال مرحلة الطفولة، مثل الاعتداء الجسدي أو العاطفي، أو الجنسي، أو غيرها من الصدمات النفسية. وباعتبار نظرية البيئية، فإن اضطراب الشخصية الوسواسية يعد سلوك مكتسب.

## التشخيص

### الدليل التشخيصي
الطبعة الخامسة من الدليل التشخيصي والإحصائي للاضطرابات العقلية (DSM-5)، الدليل المستخدم على نطاق واسع لتشخيص الاضطرابات النفسية، يُعَرّف اضطراب الشخصية الوسواسية (في المحور الثاني، الفئة ت) كنمط واسع من الانشغال بالكمالية والانتظام، والتحكم في العلاقات الشخصية والعقل، على حساب الكفاءة والمرونة والانفتاح، وتظهر الأعراض في مرحلة البلوغ المبكر وفي سياقات متعددة.
أربعة على الأقل من الأعراض التالية يجب أن تكون موجودة:
1. مشغول بتفاصيل القواعد والقوائم والنظام والتنظيم، أو الجداول الزمنية لدرجة أن يفقد المغزي الأساسي من النشاط.
2. يظهر الكمالية التي تتعارض مع اكتمال المهمة (على سبيل المثال، غير قادر على إكمال المشروع نظرا لعدم استيفاء معايير صارمة أكثر من اللازم).
3. يخصص أوقات بشكل مفرط للعمل والإنتاجية ليستبعد من الأنشطة الترفيهية والصداقات.
4. يقظ بصورة مفرطة، دقيق، وغير مرن حول مسائل الأخلاق والقيم.
5. غير قادر على تجاهل أو التفريط في الأشياء لا قيمة لها، حتي ولو لم يكن لها أي قيمة عاطفية.
6. غير راغب في تفويض المهام أو العمل مع الآخرين، ما لم يقوموا بتنفيذ الأعمال وفقا لطريقته هو للقيام بهذه الأمور.
7. يعتمد علي أسلوب البخل في الإنفاق تجاه ذاته والآخرين، وينظر إلى المال على أنه شيء مكنوز للكوارث المستقبلية.
8. يظهر صلابة وعناد.

انتقاد
منذ نشر النسخة الرابعة من الدليل التشخيصي (DSM-IV-TR) في عام 2000، وجدت بعض الدراسات خطأ في تغطيته لاضطراب الشخصية الوسواسية. في 2004 تحدت إحدي الدراسات فائدة جميع معايير اضطراب الشخصية الوسواسية باستثناء ثلاثة معايير: الكمالية، الصلابة والعناد، والبخل، وجدت دراسة أخرى أجريت عام 2007 أن اضطراب الشخصية الوسواسية تختلف من الناحية السببية عن اضطراب الشخصية التجنبية والاعتمادية، مما يشير إلى أن تصنيف اضطراب الشخصية الوسواسية ضمن الفئة ت (التي تشمل اضطراب الشخصية الانطوائية والتجنبية) غير صحيح.

### منظمة الصحة العالمية
يستخدم المراجعة العاشرة للتصنيف الدولي للأمراض المنشور عن منظمة الصحة العالمية مصطلح اضطراب الشخصية الوسواسية القهرية (بالإنجليزية: anankastic personality disorder) (مشتق من ἀναγκαστικός كلمة يونانية تعني (Anankastikos: «إكراه» أو «قهر») برقم (F60.5).
ويتميز اضطراب الشخصية الوسواسية بثلاثة على الأقل من العناصر التالية:
- مشاعر الشك المفرط والحذر.
- الانشغال بالتفاصيل والقواعد والقوائم والنظام والتنظيم، أو الجدول الزمني؛
- الكمال الذي يتداخل مع استكمال المهمة؛
- الضمير المفرط، والورع، وانشغال لا داعي له بالإنتاجية لدرجة استبعاد المتعة والعلاقات الشخصية.
- التحذلق المفرط والانضمام إلى الاتفاقيات الاجتماعية؛
- الصلابة والعناد.
- اصرار غير مبرر من قبل الفرد أن يقوم الآخرين بالمهمات بالضبط بالطريقة التي يستخدمها هو للقيام بهذه الأمور.
- تسرب أفكار أو دوافع ملحة وغير مرحب به.

ولا يشمل ذلك:
- اضطراب الوسواس القهري.

### تقسيمات ميون الفرعية
حدد تيودور ميون خمسة أنواع فرعية من اضطراب الشخصية الوسواسية، حيث تظهر أي شخصية وسواسية واحد أو أكثر من الأنواع التالية:
| النوع الفرعي | الوصف                     | الخصائص القهرية |
| ------------ | ------------------------- | --- |
| حي الضمير    | يتضمن خصائص اعتمادية      | محدد، وملتزم بالقانون؛ جدي، دؤوب العمل، دقيق، مضني، غير حاسم وغير مرن. تشكك في النفس ملحوظ؛ يخشى الأخطاء.                                          |
| بيروقراطي    | يتضمن خصائص نرجسية        | سلطة في منظمات رسمية؛ فضولي، متعالي، غير خيالي، تدخلي، ضيق الأفق، حشري، عابث، مغلق الذهن.                                                          |
| متزمت        | يتضمن خصائص مرتابة        | تقشف، صالح ذاتيا، متعصبة، متحمس لعقائده، لا يوجد عنده هوادة، ساخط، وحكمي. قاتم ومحتشم الأخلاق.                                                     |
| شديد البخل   | يتضمن خصائص انعزالية      | بخيل، غير معطي، مكتنز، لا يحب المشاركة، يحمي نفسه ضد الخسارة؛ ويخشى اقتحام العالم الداخلي الشاغر. يخشى التعرض للمخالفات الشخصية والدوافع المخالفة. |
| مفسد         | يتضمن خصائص سلبية عدوانية | مشوش، غير حاسم، مرتبك. يعاني من الصراعات داخل النفس، التباسات، الإحباط، تكثف في الوساوس والأفعال القهرية.                                          |

## العلاج
يتضمن علاج اضطراب الشخصية الوسواسية كلا من العلاج النفسي، والعلاج السلوكي المعرفي، والعلاج السلوكي أو المساعدة الذاتية، كما يمكن وصف أدوية طبية.
في العلاج السلوكي، يناقش المريض مع المعالج وسائل تغيير الدوافع القهرية إلى سلوكيات صحية ومنتجة. العلاج التحليلي المعرفي هو شكل فعال من أشكال العلاج السلوكي.
يعتبر العلاج عملية معقدة في حالة إذا كان المريض لا يقبل فكرة أنه مصاب باضطراب الشخصية الوسواسية، أو يعتقد أن الأفكار أو التصرفات التي يقوم بها صحيحة بطريقة أو أخرى، وبالتالي لا يجب أن تتغير. الأدوية الطبية عموما لا توصف وحدها في هذا الاضطراب، ولكن فلوكستين قد تم وصفه بنجاح. مثبطات امتصاص السيروتونين الانتقائية قد يكون مفيدا بالإضافة إلى العلاج النفسي عن طريق مساعدة الشخص المصاب باضطراب الشخصية الوسواسية أن يكون أقل انغمارا في التفاصيل الصغيرة ويقلل من جموده وتصلبه.
من المرجح أن يلتقي الأشخاص المصابون باضطراب الشخصية الوسواسية العلاج النفسي أكثر ثلاث مرات من المصابين بمرض اكتئابي. وهناك ارتفاع في معدلات استخدام الرعاية الصحية الأولية. ولا توجد دراسات صحيحة معروفة عن خيارات العلاج اضطراب الشخصية الوسواسية، وهناك حاجة للمزيد من الأبحاث لاستكشاف أفضل خيارات للعلاج.

## التاريخ

### التحليل النفسي
في عام 1908، حدد سيجموند فرويد المسارات الرئيسية لهذه الشخصية: الانشغال بالنظام، البخل (التدبير)، والعناد (الصلابة والعناد). ويتناسب المفهوم مع نظريته في التطور النفسجنسي.
أدرج اضطراب الشخصية الوسواسية أولا في الدليل التشخيصي DSM-II، واستند إلى حد كبير على فكرة سيغموند فرويد للشخصية الوسواسية، أو نمط حرف الشرج المثيرة التي تتميز الانتظام، البخل، والعناد.
وقد ذهب المعايير التشخيصية لاضطراب الشخصية الوسواسية من خلال تغييرات كبيرة مع كل تعديل الدليل التشخيصي. على سبيل المثال، فقد توقف الإصدار الرابع DSM-IV عن استخدام معيارين موجودين في مراجعة الإصدار الثالث، ومنذ أوائل 1990، لا يزال قدرا كبيرا من البحث قائما لتحديد خصائص اضطراب الشخصية الوسواسية وسماتها الأساسية، بما في ذلك الميل إلي ظهورها مع اضطرابات الأكل، حتي ظهورها في مرحلة الطفولة.

## اقرأ أيضا
- Baer, Lee. (1998). "Personality Disorders in Obsessive–Compulsive Disorder". In Obsessive–Compulsive Disorders: Practical Management. Third edition. Jenike, Michael et al. (eds.). St. Louis: Mosby.
- Cheeseman, Gwyneth D. (2013). "All You Need To Know About OCPD and Perfectionism". Willows Books Publishing. UK.
- Freud, S. (1959, original work published 1908).Character and Anal Eroticism, in The Standard Edition of the Complete Psychological Works of Sigmund Freud, 9, 170–71. James Strachey, ed. London: Hogarth. ISBN 978-0-7012-0067-1 ISBN 0-7012-0067-7
- Jenike, Michael. (1998). "Psychotherapy of Obsessive–compulsive Personality". In Obsessive–Compulsive Disorders: Practical Management. Third edition. Jenike, Michael et al. (eds.). St. Louis: Mosby.
- Kay, Jerald et al. (2000). "Obsessive–Compulsive Disorder". In Psychiatry: Behavioral Science and Clinical Essentials. Jenike, Michael et al. Philadelphia: W. B. Saunders.
- MacFarlane, Malcolm M. (ed.) (2004). Family Treatment of Personality Disorders. Advances in Clinical Practice. Binghamton, NY: The Haworth Press.
- Penzel, Fred. (2000). Obsessive–Compulsive Disorders: A Complete Guide to Getting Well and Staying Well. دار نشر جامعة أكسفورد، USA. MPN 0195140923
- Ryle, A. & Kerr, I. B. (2002). Introducing Cognitive Analytic Therapy: Principles and Practice. Chichester: وايلي (ناشر). ISBN 978-0-470-85304-7.
- Salzman, Leon. (1995).Treatment of Obsessive and Compulsive Behaviors, Jason Aronson Publishers. ISBN 1-56821-422-7

## وصلات خارجية
- DSM IV-TR year 2000 criteria for OCPD
- مدلاين بلس Obsessive–compulsive personality disorder